# トロピコ6
『トロピコ6』は、2019年にカリプソ・メディアより発売された経営シミュレーションゲーム。トロピコシリーズの第6作である。Steamでは同年3月29日に発売され、PlayStation 4版とXbox One版（国外のみ）も9月27日に全世界同時に発売、Nintendo Switch版は2020年11月6日に日本国外で発売され日本でも2021年4月22日に発売された。当初はスクウェア・エニックス（PS4、Switch）がローカライズ・販売を行なっていたが、2021年2月28日よりカリプソ・メディア・ジャパンが引き継いだ。また、国内Xbox One版は2021年6月頃にカリプソ・メディアから直接配信されたが、日本語非対応のままだった。しかし、日本国内版発売から約1年後の2022年5月頃に日本語追加のアップデートが実施され日本語対応となった。
本作はSteam版のローンチの段階で日本語音声含むローカライズがされているのだが、日本語化ファイルを利用しなければデータを利用することができなかったが、2021年6月よりSteam版も正式に日本語に対応した。
また、本作はUnreal Engine4で開発されており、これまでよりも美しい見た目となっている。

## ゲームプレイ
トロピコシリーズ共通のテーマ（2を除く）である、カリブの島国の独裁者の大統領（プレジデンテ）となって統治するゲームである。基本的なシステムは前作『5』をベースとしており、建築のマス目などは前作とほぼ変わらない。また、同じく時代の概念や研究などが存在している。本作では複数の島を運営できるようになっており、以前の作品に比べるとマップが広くなっている。

### 貿易システム
港の数だけ交易船を持つことができた前作と違い、本作では「交易ライセンス」と呼ばれるライセンスの数だけ輸出/輸入ができ、その数は決められているため輸入する資源を考えておく必要がある。輸入量は3段階で決めることができ、その時のレートで価格がいくらか上下する。

### マップ
本作ではマップに複数の島が点在しており、橋をかけたり上陸港を作って交通インフラを整備すればその島にも建物を建設できる。橋は一定の長さまでしかかけられず、普通の道路よりも高額なため上陸港を使わないといけない島もある。また、それに伴い過去作よりも海岸が多めにある場合が多く、海岸の上に建設する施設も多い。ランダムマップ機能も備えており、さまざまなマップが生成できる。Steam版では生成したランダムマップをワークショップに投稿して共有できる。

### 時代
前作と同じく時代の概念が存在し、『植民地時代』、『世界大戦時代』、『冷戦時代』、『現代』の4つがある。時代が進むに従って利用可能な布告や建造物、テクノロジーが増えるのも前作と同じだが、例えば「減税」が利用できるようになるのが冷戦時代に変更されているなど、布告や建造物が利用できるようになる時期が前作とは異なるものもある。また、時代を進める手段が前作の「研究」を完了させる方法ではなく、時代に応じて条件が変化する。
大統領府が破壊されるか、選挙で負けるとゲームオーバーなのはシリーズを通し一緒であるが、前作と同様に植民地時代だけは選挙は無く、革命派の数と支持率を一定数まで上昇させて「任期」の間に独立を果たすことが目的となる。因みに今作では任期を伸ばすタスクが定期的に供給されるため延々と植民地時代をプレイすることも可能。
時代を経るにしたがって国外勢力も変化し、世界大戦時代は枢軸国と連合国、冷戦時代は西側条約機構と東側条約機構、現代は、アメリカ、ロシア、中国、中東、EUとなる点も前作と同じである。前作とは違い各時代の勢力の代表者のキャラクターもそれぞれ存在する。

### 内政
「支持率」の概念があり、プレイヤーの政策によって上下する。支持率が低くなると反体制派が増え、暴動やデモが発生する確率が高くなる。支持率は、布告の「減税」やブローカーの「イメージアップキャンペーン」を駆使して上昇させることも可能。また、多くの住民は政治的見解を持っており、何らかの「派閥」に属している。派閥は時代が進むに応じて数が増えていき、最終的に8つの派閥がトロピコ国内に登場する。各派閥には支持度が存在し、特定の建造物を建てたり、布告を出す、憲法の選択肢を変える、代表から提案されるタスクを受け入れる/破棄するなどで上下する。限界まで低下すると最後通告としてタスクを突きつけられ、期間内に達成できないと何かしら大きなデメリットを被ることとなる。派閥によってプレジデンテに行う措置は異なっており、軍国主義者の場合は軍事クーデターを起こし政権を転覆させようとしたり、知識人ならハッキングによってスイス銀行口座を全額奪ったりする。また、未成年以外の住民一人一人に干渉することも可能で、賄賂を与えて政権支持率を上昇させたり逮捕・暗殺などが可能だが、賄賂以外の行動を行うと家族や周りの住民などに悪印象を与える。

### 外交
国内勢力もそうだが、外国勢力にも気をつけなくてはいけない。国外勢力は前述の通り時代に応じて変化する。友好度が下がると禁輸令を出されたり海上封鎖を行われ貿易に支障が出る。限界まで友好度が下がると最後通告として期限付きでタスクが突きつけられ、達成できないと侵略されてゲームオーバーになる。前作とは違い、侵略は一部ミッションのイベントを除き撃退することは不可能。よって、各国と平等に貿易を行ったり、ブローカーを利用したりして、支持率をバランスよく上げていくことが重要となる。

### テクノロジー
図書館などのテクノロジー開発可能値を持つ建物を建造することで「知識」と呼ばれるポイントを生成できる。前作よりも研究が重要になっており、一部の建造物のワークモードやアップグレード、憲法、殆どの布告は研究を行わなければアンロックされないが、前作とは違い研究でアンロックしなければならない建造物は存在せず、その建造物が建てられる時代になった時点で建造可能。

### プレジデンテ
前作の「一族」の概念は廃止され、カスタマイズ画面でプレジデンテの「特性」を変更できる。カスタマイズ画面はゲーム中にも開くことができいつでも変更可能。プレジデンテは「仕事中毒」の特性を選ばない限りは自由に島内を闊歩し各種施設を訪れる。訪れた施設はしばらくの間「効果」が上昇する。手動で訪れる建造物を選ぶこともできるが料金がかかる。また、『トロピコ4』の選挙前の演説が復活しており、特定の派閥を賞賛して支持率を上げたり、他国を批判して友好度と引き換えに国民の支持を仰ぐこともできる。公約を掲げることも可能だが破ると住民からの支持を失い次の選挙の際に響く。

### 建造物
建造物に関しては前作とあまり変わらない。『4』に存在していたワークモードの概念が復活し異なった挙動をさせることが可能。これによって別の原材料で工場を動かしたり、デメリットと引き換えに大きな恩恵を受けることができたりする。メリットしかないものも一部ある。過去作とは違い勤務シフトの概念があり、従業員が自宅に帰宅している間や娯楽施設などで休憩している間は建造物で働いていると見なされず、一人でも従業員が働いていなければ生産系の施設は稼働しない。布告により2交代制にすることも可能。また、自由の女神像といったランドマークを他国から強奪させることも可能である。奪ったランドマークは様々な恩恵と見物料による収益をもたらしてくれるが、奪える数は各時代ごとに1つで最大4つまでとなっている。

### スイス銀行口座
過去作ではあまり利用機会がなく、前作でもレベルアップのためくらいにしか使わなかったスイス銀行口座だが、今回は「ブローカー」という人物との取引に使うことができ、各種設計図や布告などの政府ツール、支持率を上昇させるイメージアップキャンペーンや、タスクを達成したことにできる「説得力のある話」などのアイテム、研究を進めるのに欠かせない「知識」や、大卒の移民などと交換できるなど使い道が大幅に増えている。ただし一族単位で銀行口座が記録されていた前作と違い、今作ではマップ毎に別々で引き継がれない。

## 登場人物
2021年6月のアップデートでスクウェア・エニックス版の誤訳を修正する為、一部のキャラクターはセリフを再録と声優変更がある。そのため一部の情報は正しくない可能性があるので注意。

### トロピコ
エル・プレジデンテ（El Presidente）
日本語音声：間宮康弘(男)/大津愛理(女) 。
シリーズを通しての主人公であり、プレイヤーの分身である。前作同様髪型や人種、服装などを選択することが出来る。
ラジオの報道や選挙演説からも分かるが、自信家で少し的外れな事をよく言う。英語音声ではスペイン語訛りの英語で話す。
エル・プレジデンテとはスペイン語で「大統領」という意味である(エルは定冠詞)。
ペヌルティーモ
日本語音声：江原正士
シリーズお馴染みの大統領補佐官。本作ではキャラクターデザインが前作までの風刺画調からプレジデンテと同じくリアル調にされているが、彼のみ唯一前作と見た目が変わらない。ストーリーでは語り部を努める。大統領の側近からラジオDJまで何でもこなし、襲撃ミッションでは彼が施設ごとの衣装に身を包み、現地での指揮を担当する。ストーリー最初のシナリオでは王国の手先に撃たれるもなんとか一命を取り止め、革命派からは「理想のために撃たれるペヌルティーモは英雄です」と評される。汚れ仕事は基本的に彼が引き受けており、選挙で不正をした際は彼が名前を書き換えている。セリフの一部には、ジョージ・オーウェルのディストピア小説『1984年』が元ネタのものが含まれる(「ビッグ・ニイサン」や「戦争は平和、自由は隷属〜」等)。
ソフィア・オルテガ
日本語音声：樋口あかり
革命派の代表。トロピコを独立国にすべく奮闘している。独立のためには彼女の提案するタスクを達成し、革命派の支持を上げることが重要になる。植民地時代以降は登場しない。
ロドリゲス将軍
日本語音声：藤原満 
『4』にも登場した軍国主義者の代表。本名はロドリゴ・ロドリゲス。トロピコ軍を率いているが、彼本人に実戦経験はなくその事を実戦経験が無い故に常に相手を驚かせられる、と豪語する。国の弱体化につながるという理由で福祉や環境保護政策を嫌っている。若干被害妄想気味に、他国からの攻撃を警戒している。基本的にプレジデンテには好意的ではあるが、軍国主義者の支持が下がりすぎると軍事クーデターを引き起こす。
シスター・フランチェスカ
日本語音声：古川玲
宗教信奉者の代表で、長きにわたってトロピコの宗教団体「ハウリングスカル教団」を率いている。プレジデンテに「私のことをただのクソババアだと思っていますね？」と言い放つなど被害妄想が強い。プレジデンテに要求をする時には新約聖書から引用した話を持ち出してくる(例:「砂の上に家を建てた人の話」はマタイ・ルカによる福音書の『家と土台』からの引用)。
メイソン・ベルモンテ
日本語音声：藤井啓輔
資本主義者の代表。「金に愛された男」を自称するほどの拝金主義者で開口一番、お金を数えている所でしたと言い放ち、冗談です私のお金を数え終わるのを待っていたら一生話は出来ませんよ、とジョークを続ける。コストを減らしつつ利益を上げることを何よりも好み、金銭的な見返りのない投資を嫌っている。戦争は「特に稼げる」という理由で気に入っており、大戦時代では戦争にかこつけて武器を売ることを提案してくる。食料品店やファストフード店などは彼の企業のフランチャイズ店舗らしい。
ハーランド・ザンダー
日本語音声：青山穣
産業推進者の代表。きちんとしたみなりに葉巻を持った、紳士然とした風貌。トロピコを経済大国にすることを望んでいる一方で、富裕層の味方をし搾取することを好む。教育や研究を嫌っているが、産業の発展に寄与するのであれば問題ないと考えている。産業化を推し進め経済発展を第一に考え、そのためなら環境汚染や弱者からの搾取も厭わないため宗教信奉者や環境保護論者とは対立することが多い。
サニー・フラワーズ
日本語音声：武田華
『4』にも登場した環境保護論者の代表。風貌は過去作より若返っている。自然を何よりも愛しており、大地を食い物にするハーランド・ザンダーら産業推進者を毛嫌いしている。プレジデンテのことを「あなたの評判は最悪」などと批判的にみることが多い。産業化や環境汚染を嫌い、環境保護論者の指示が下がりすぎると、大規模なデモ行動を引き起こす。
マルコ・モレノ
日本語音声：興津和幸
『4』にも登場した共産主義者の代表。『4』とは違いプレジデンテに好意的で平等と人民を心より愛している。見た目のモデルはチェ・ゲバラをモチーフにしており、公共施設やインフラを立てるタスクを依頼してくる。

### 外国勢力
ロジャー・ウィンダム卿
日本語音声：小山剛志
植民地時代にのみ登場する王国の代表。主人公を植民地の総督に任命し、本国に利益をもたらすべく島を発展させるよう命じ、バナナ共和国ばりにフルーツなどの輸出をするようタスクとして与えてくる。ココナツが大嫌いで、最初のミッションではこれを利用し金をココナツの中に詰めて密輸し独立のための資金を稼ぐ。最終ミッションでは彼と100年以上にわたる争いを繰り広げることになる。
帝国主義的な考えの持ち主で利益を献上し続ける限り総督の任を与えるが、それが出来なければ任期終了でお役御免だぞと脅してくる。
ウィントン・マルボロー
日本語音声：ふくまつ進紗
大戦時代にのみ登場する連合国側の代表。「やられたらやり返す」を信条にしており、戦争のために協力するようプレジデンテに要請する。作中のセリフから英国の首相であることがわかる。見た目のモデルはウィンストン・チャーチルをモデルにしている。
エリッヒ・フォン・シュトロム
大戦時代にのみ登場する枢軸国側の代表。無秩序で愚かな世界を正すためにはドイツによる世界征服が必要だと考えており、協力するようプレジデンテに要請する。総統なる人物の下で働いている。ヴォルフガンフという人物をよく怒鳴りつけている。
なお、時代を進めるために連合国か枢軸国のどちらかに付く必要があるのだが、どちらについても史実と同じ結果で終わり、与した陣営の難民をトロピコに受け入れる事になる。
バック・スコット大佐
冷戦時代にのみ登場する西側の代表。共産主義を何よりも嫌いアメリカ一番の共産主義撲滅派を自称している。共産主義者が台頭してからは誰も信用できなくなり、自分のことさえも信用できなくなったと話している。モデルは映画『博士の異常な愛情 または私は如何にして心配するのを止めて水爆を愛するようになったか』の登場人物であるバック・タージドソン将軍。
ナディア・クズネツォフ
冷戦時代にのみ登場する東側の代表。本人曰く便宜上の名前であり本当の名前は不明。恐らくソ連人。かなり疑り深く、毎日違う暗号表で会話してくるよう要請したり、タスクを送る度に指令を受け取ったらその紙を燃やして灰を食べるよう要求したりする。「スピッター」では諜報員を解雇されており、コンサルタントとしてプレジデンテの観光計画に協力する。
レイモンド・キング
現代のアメリカ合衆国の大統領。見た目のモデルはロナルド・レーガンをモチーフにしているが、行動理念はドナルド・トランプに近い。アメリカを「世界唯一の超超大国であり続けさせる」べくプレジデンテにあれこれ要求する。テレビのトークショーに出演するなど露出を欠かさない。大統領であると同時に投資家でメディアから乗り物、不動産に至るまであらゆる物に投資をしている。趣味はゴルフ。
ヴラド・オルロフ
日本語音声：白熊寛嗣
現代のロシア連邦の大統領。高圧的な態度でプレジデンテに要求をしてくる。酒好きで、要求を達成する度にプレジデンテのためにウオッカをプレゼントしてくれるが、道中で飲み干してしまっているため代わりに別のものをくれる。法律は権力者のためのものであり、権力者が法を守るのは馬鹿げていると考えている。元スパイ。
タリ王子
日本語音声：玉木雅士
中東某国の王子。プレジデンテを「友」と呼びタスクを提案してくる。タスクを達成した際他の勢力よりも報酬を多くくれる。産油国で運送業や電力、プラスチックなどの産業を牛耳っていると豪語する。生まれた時から世界一の金持ちで、そのまま世界一の金持ちのティーンエージャーとなる生活を送ってきたためか大人になっても子供っぽさが抜けないことがコンプレックスになっているらしい。
エリーヌ・デュポン
日本語音声：古川玲
欧州連合の代表。「急がば回れ」を信条にしており、お役所的な態度を取ったり、手続きにやたらと面倒なプロセスを挟んだりする故にフットワークが重いと批判されているらしい。近代に至るまで何百年も互いに争ってきた歴史がある故に欧州をまとめるのには苦労しているという。モデルは欧州の政治家クリスティーヌ・ラガルドとアンゲラ・メルケル。
張(チャン)大使
日本語音声：呉圭崇
中華人民共和国の大使。本国から他国の権益を奪うよう命じられている。本人曰く中国の役人の中では底辺クラスらしい。安い労働力を武器に「世界の工場」の地位を築き、蓄えた資本でアメリカ合衆国の資産を買収し乗っ取るのを目標としている。

### その他
ブローカー
日本語音声：川原慶久（2021年6月のアップデート以前）
プレジデンテと取引を行える怪しい人物。以前は別の名前で呼ばれていたらしい。
どこから用意したのか大卒の人間や設計図などを用意(本人曰く厳密に言えば合法)しており、スイス銀行口座を支払えば様々なものと交換できる。彼が時々提示してくるタスクを達成するとスイス銀行口座の資金をくれる。

セオドア・ウィンダム2世
DLC「カリブ海の空」後半のミッションに登場するウィンダム卿の息子。父を暗殺したプレジデンテを憎んでいる。
彼の陰謀によりトロピコは彼が統治する国家「カリピコ」の一部分として組み込まれることになる。